# Triops newberryi
Triops newberryi är en kräftdjursart som först beskrevs av Alpheus Spring Packard 1871.  Triops newberryi ingår i släktet Triops och familjen Triopsidae. Inga underarter finns listade i Catalogue of Life.

## Bildgalleri

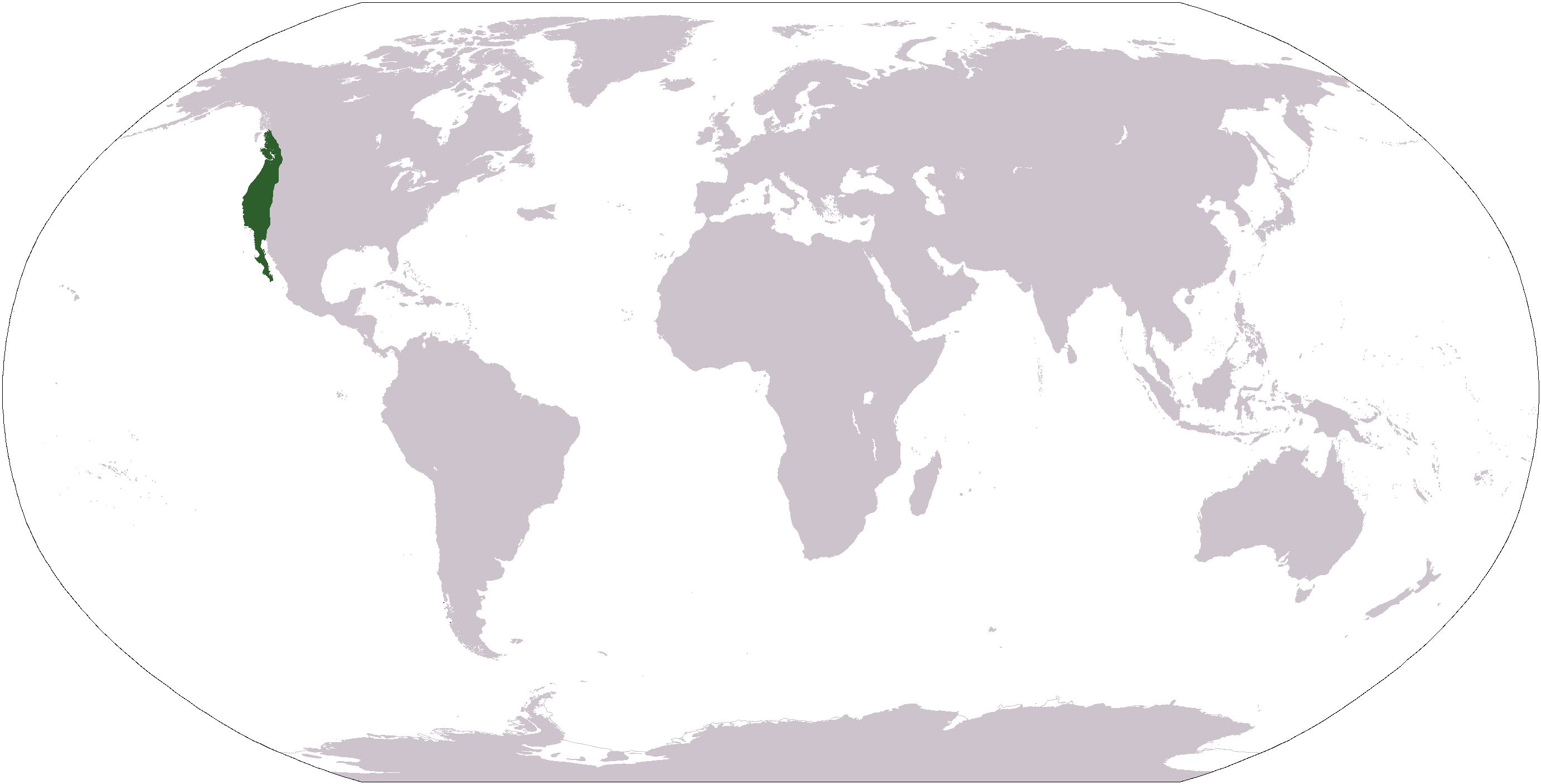